# ويليام غور ويلسون
ويليام غور ويلسون هو سياسي كندي، ولد في 4 نوفمبر 1882 في Ridgeway, Ontario ‏ في كندا، وتوفي في 24 يناير 1953 في فورت إيري في كندا. نشط حزبياً في حزب أونتاريو المحافظ التقدمي. وقد انتخب عضو برلمان مقاطعة أونتاريو.